# فرط التأكسج
فَرْط التّأكسج هو حالة ناجِمة عن تَعَرُض الخلايا والأنسجة والأعضاء لفائضٍ من الأكسجين (O2)، أو التعرضِ له عند ضغط جزئيّ أعلى من الضغط الجزئيّ الطبيعي.
في علم الطب، يُشار إلى فَرط التأكسج على أنّه أكسجين زائد في الرئتين أو في أنسجة الجسم الأخرى، وهذه الزيادة في الأكسجين تَنجم عن استنشاق الهواء أو الأكسجين بضغوطٍ أكبرَ من الضغط الجوي الطبيعي، إنّ هذا النوع من فَرط التّأكسج يمكن أن يؤديَ إلى سُمِيّة الأكسجين، وهي إحدى الآثار الناتجة عن تنفس الأكسجين الجزيئي في ضغوطٍ جزئيةٍ مرتفعة. فَرط التأكسج هو المُعاكِس لما يُسَمى" نَقْص التأكسج"، حيث يشير فَرط التّأكسج إلى الحالة التي تكون فيها إمدادات الأكسجين داخل الجسم فائضة، بينما يشير نَقْص التأكسج إلى الحالة التي تكون فيها إمدادات الأكسجين غير كافية.
في البيئة، يُشار إلى مفهوم فَرط التّأكسج على أنّه زيادةُ تراكيزِ الأكسجين الذائبة في المسطحات المائية، أو في المواطن الطبيعية الأخرى.

## علامات وأعراض
مِنَ المُلاحَظ أن فَرط التّأكسج يترافق معه زيادةٌ في مستويات مركبات الأكسجين التفاعليّة (ROS)، وهي جزيئات نشطةٌ كيميائيّاً تحتوي على الأكسجين، هذه الجزيئات الحاوِية على الأكسجين يُمكن أنْ تُلحق الضرر بالدهون، والبروتينات، والأحماض النووية، كما يُمكن أنْ تتفاعل مع الأنسجة البيولوجية المحيطة بها، مقابِل ذلك فإنّ جسم الإنسان وبشكل طبيعي يعمل على محاربة هذه الجزيئات التفاعليّة والتخلص منها عن طريق إنتاج مضادات الاكسدة، ولكنْ في حال توافرت هذه الجزيئات التفاعلية بتراكيز كبيرة فإنّها قد تستنفد القدرة الدفاعية لمضادات الاكسدة؛ مُؤَديةً  إلى أكسدة الأنسجة والأعضاء.
وقد تَمَت دراسةُ الأعراضِ الناجمة عن تنفسِ تراكيزَ عاليةٍ من الأكسجين لفترات طويلة على مجموعة متنوعة من الحيوانات، كالضفادع، والسلاحف، والحمام، والِفئران، والجِرذان، والخنازير الغينية، والقطط، والكلاب، والقرود، حيث أفادت غالبيةُ هذه الدراسات بحدوثِ أعراضٍ تَشمل كلاً من التهيج، والاحتقان، والوَذْمَة في الرئتين، وقد يصل الأمر إلى حَدِ الموت عند التعرض لفترات طويلة.

### سُمّية الأكسجين
إنّ التَزويد الفائضَ من الأكسجين يُمكن أن يؤديَ إلى سُمية الأكسجين، والمعروفةِ أيضاً باسم متلازمة سُمّية الأكسجين، والتَسْميم بالأكسجين، والتَسَمُم بالأكسجين. وهناك نوعان رئيسيان من سُمّية الأكسجين: سُمّية الجهاز العصبي المركزي (CNS)، والسُّمية الرِئَوية والعَيْنية.
إنّ التَعَرض المُؤقت لضغوطٍ جزئيةٍ مُرتفعةٍ من الأكسجين تفوق مستويات الضغط الجويّ الطبيعي، يُمكن أنْ يُؤدي إلى سُمّية الجهاز العصبي المركزي (CNS)، وأحد أهم العلامات المُبكرة على هذه السُمية هو حدوث نَوبة الصرع الكبرى أو ما يسمى «بالنوبة التَوَتُرِيَة الرَمْعِية»، وهذه العلامة على الرغم من أنّها مبكرة إلا أنّها خطيرة؛ حيث تَتَمثل في فقدان الوعي والتقلصات العضلية العنيفة. عادةً ما تكون علاماتُ وأعراض سُمّية الأكسجين شائعةَ الانتشار، مع التأكيدعلى أنّه لا توجد علامات تحذيرية قياسية تُفيد بأنّ النوبة على وشك أن تحدث. إنّ التشنج الناجم عن سُمية الأكسجين لا يؤدي إلى نَقص التأكسج، مع أنّه أثر جانبي شائع في معظم النوبات؛ وذلك لأن الجسم يمتلك كميات زائدة من الأكسجين عند بدء هذه التشنجات، ومع ذلك قد تؤدي النوبات التشنجية عند الغواصين إلى الغرق إذا كان الغواص لا يزال في الماء.
إنّ التعرض المَُطول لضغوط جُزئية من الأكسجين تفوق معدلاتها الطبيعية، ُيمكن أن يؤدي إلى حدوث السُمَية الرئوية والعيّنية، وقد تشتمل هذه السمية أعراضاً مختلفةً كالارتباك والتَوَهان، ومشاكل في التنفس، وتغيرات في الرؤية مثل: قصر النظر، كما أنَ التَعَرض المُطَوَل لضغوط جزئية مرتفعة من الاكسجين يمكن أن يؤدي إلى حدوث ضررٍ تأكسدي لأغشية الخلايا. تَبدأ علامات السُمّية الرئوية بالأكسجين، بتهيجٍ طفيفٍ في القصبة الهوائية، وعادةً ما يَنشأ معه سعالٌ خفيف، يليه تَهيجٌ أكبر وسعالٌ أسوأ، حتى يصبح التنفس مؤلمًا جدًا، ويصبح السعال صَعْبَ الضّبْطِ والتحكم، وإذا ما استمر تزويد الجسم بالأكسجين، فإن الفرد سيلاحظ ضيقًا في الصدر، وصعوبةً وفي التنفس، إلى ان تصبح الوفاة حتميةً بفعل نقص الأكسجين.

## سبب
من المَعروف أنّ توافر الأكسجين بقيمٍ  أكبر من قيم الضغط الجوي المعتاد يَضر بالنباتات، والحيوانات، والبكتيريا الهوائية مثل: الإشريكية القولونية، وتَختلف التأثيراتُ الضّارة باختلاف العينة المستخدمة، وعمرها، وحالتها الفسيولوجية، وحالتها الغذائية.كانَ التزويدُ بالأكسجين إجراءً شائعاً لسنواتٍ عديدة كعلاج في مرحلة ما قبل الإدخال للمستشفى، ولكنّ إرشادات الاستخدام تتضمن تحذيرات جِديةً حول مرض الانسداد الرئوي المزمن (COPD). هذه الارشادات التوجيهية هَدَفُها التأكيد على ضرورة استخدام أقنعة الأكسجين بنسبة 28% مع التحذير من مخاطر فَرْط التأكسج.إنّ العلاج بالاكسجين يُحَسِن فُرَصَ البقاء على قيد الحياة في المرضى الذين يعانون من مرض الانسداد الرئوي المزمن، مع الانتباه الا أنه قد يؤدي إلى إصابةٍ في الرئة. وهناكَ سببٌ إضافيٌ آخرَ لِفرط التأكسج يتعلق بالغوص تحت الماء مع استخدام جهاز التنفس، حيث يَقوم الغواصون تحت الماء بتنفسِ خليطٍ مُتنوع من الغازات، والذّي يشتمل على الأكسجين بشكل أساسي، مع الانتباه إلى أنّ الضغط الجزئي لأي خليط من الغازات سوف يزداد تدريجياً مع زيادة العمق، يستخدم خليط النيتروكس  للتقليل من خطر حدوث داء شَلَلِ الغواص، عن طريق استبدال الأكسجين بجزء من محتوى النيتروجين. قد يؤدي تنفس النيتروكس إلى فرط االتاكسج بسبب الضغط الجزئي العالي للأكسجين، خاصةً إذا ما تمّ استخدامه بعمق أو لفترة طويلة جداً. إنّ بروتوكولات الاستخدام الآمن لضغط الأكسجين الجزئي المرتفع في الغوص راسخةٌ بشكل جيد، وتستخدم بشكل روتيني من قبل الغواصين للترفيه، وخلال المهمات العسكرية البحرية، أو للهواة والمحترفين على حدٍ سواء. وعند الحديث عن اسباب فرط التأكسج لابدّ ان نشير إلى أنّ احتمالية حدوثه تزداد بشكلٍ لافتٍ وخطير عند استخدام تقنية المُعالجة بالاكسجين عالي الضغط، حيث يُمثل فرط التأكسج أحد ابرز الاعراض الجانبية لهذا التقنية العلاجية؛ لذلك يجب ان تتم إدارة المعالجة بالاكسجين عالي الضغط بشكل فعَال دون التسبب بأيّة اثار جانبية مُقْلِقة على المدى الطويل.

## علاج
يُستخدم الأكسجين كعلاج لنَقص الأكسجة في الأنسجة، وللتَخفيف من نقص الأكسجة الشريانيّ. غالباً ما تُعطى تراكيزٌ عاليةٌ من الأكسجين للمرضى الذين يعانون من مرض الانسداد الرئوي المزمن (COPD)، أومتلازمة الضائقة التنفسية الحادة. ومن المَعروف أنّ الأكسجين المُزَوَد يُسبب تلفأً في الأنسجة، كما تزداد احتمالية السُّمية مع زيادة تراكيز الأكسجين وضغوظه. لسوء الحظ، إنّ تزويد الجسم بالأكسجين أمرٌ ضروريٌ إذا كان الفرد غيرَ قادرٍ على الحصول على ما يكفيه من الأكسجين عن طريق التنفس الطبيعي والتروية. ولا بد من الإشارة إلى أنّه يجب على المعالج استخدام أقل تركيز مُمْكِنٍ من الاكسجين يحتاج إليه الفرد؛ حتى نُقلل من فرص حدوث فرط التأكسج. في الوقت الحاضر، لا توجد اية بدائلٍ أخرى معروفة للعلاج غير تزويد الجسم بالاكسجين.